# Inundaciones del río Misisipi de 2011
A mediados de abril de 2011, dos grandes sistemas de tormentas a través de la cuenca del río Misisipi produjeron un récord de precipitaciones. Junto con el deshielo anual, el río Misisipi comenzó a aumentar a niveles récord a principios de mayo. Áreas que sufrieron inundaciones fueron Illinois, Misuri, Kentucky, Tennessee, Arkansas y Misisipi. El Presidente Barack Obama declaró los Condados del Oeste de Kentucky, Tennessee y Misisipi como áreas de desastre federal.
Catorce personas murieron en Arkansas. Miles de hogares han sido ordenados de ser evacuados, incluyendo más de 1000 en Memphis, Tennessee, y más de 2.000 en el Estado de Misisipi. Alrededor de un 13% de la producción de las refinerías de petróleo de EE. UU. se espera que se interrumpa por los niveles de inundación excediendo los récords históricos en varios lugares. 
La cresta de la inundación se espera en Memphis el martes 10 de mayo y en el sur de Luisiana el 23 de mayo. El Cuerpo de Ingenieros del Ejército de los Estados Unidos dijo que un área entre Simmesport, Luisiana y Baton Rouge estaría inundado con 6-9 metros de agua, incluso si se han abierto los vertederos. Jeff Masters de la Weather Underground dijo, "la Estructura de Control del Río Viejo... fracasó será un serio golpe a la economía de Estados Unidos, y la Gran Inundación del Río Misisipi de 2011 será su prueba más severa".

## Enlaces externos

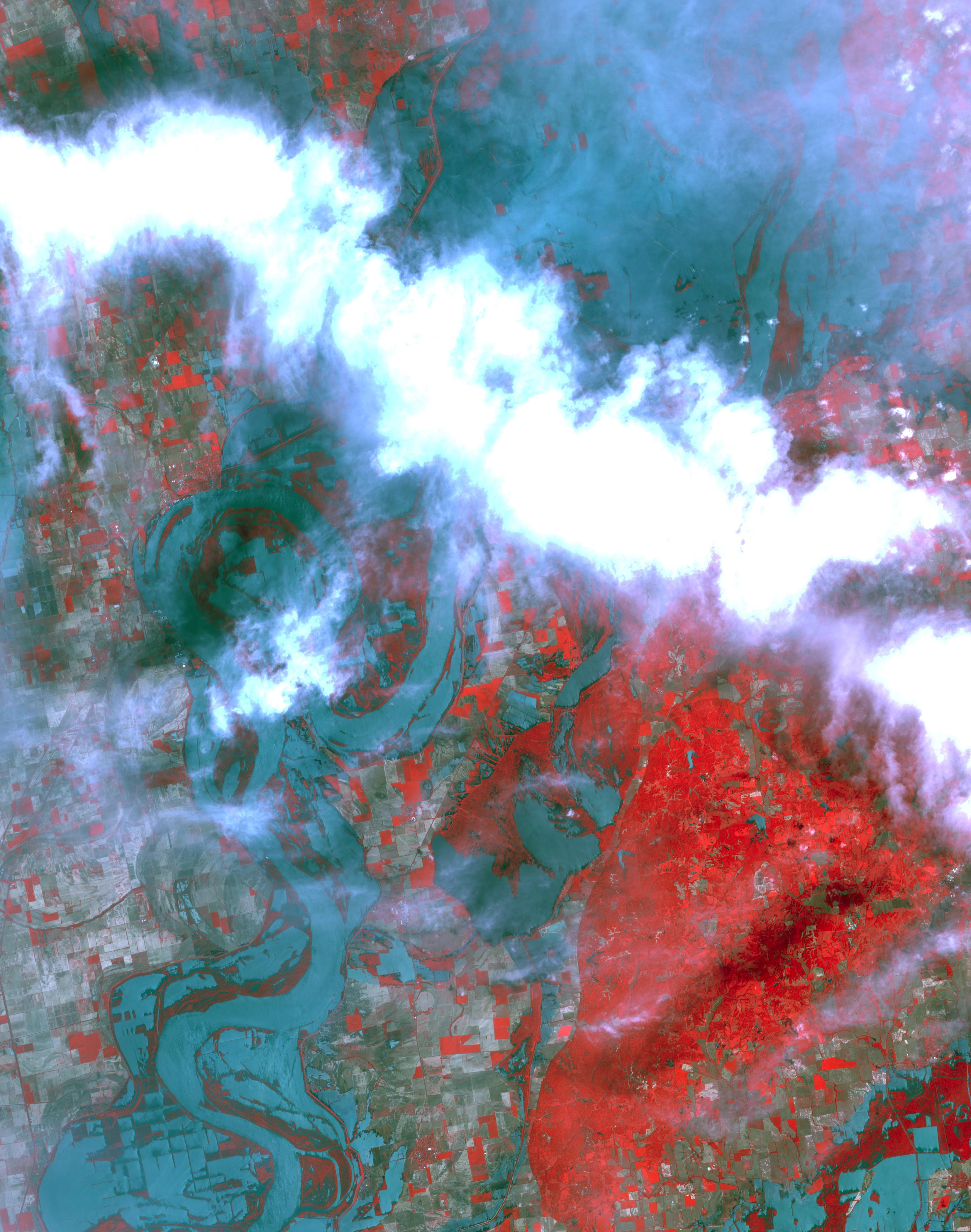
Inundaciones del río Misisipi.

## Antecedentes

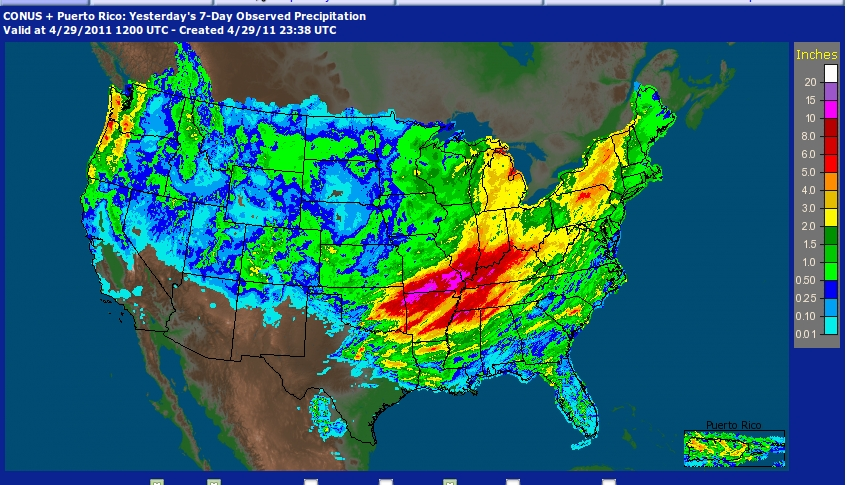
Precipitaciones totales en los Estados Unidos para la semana que finalizó el 29 de abril.

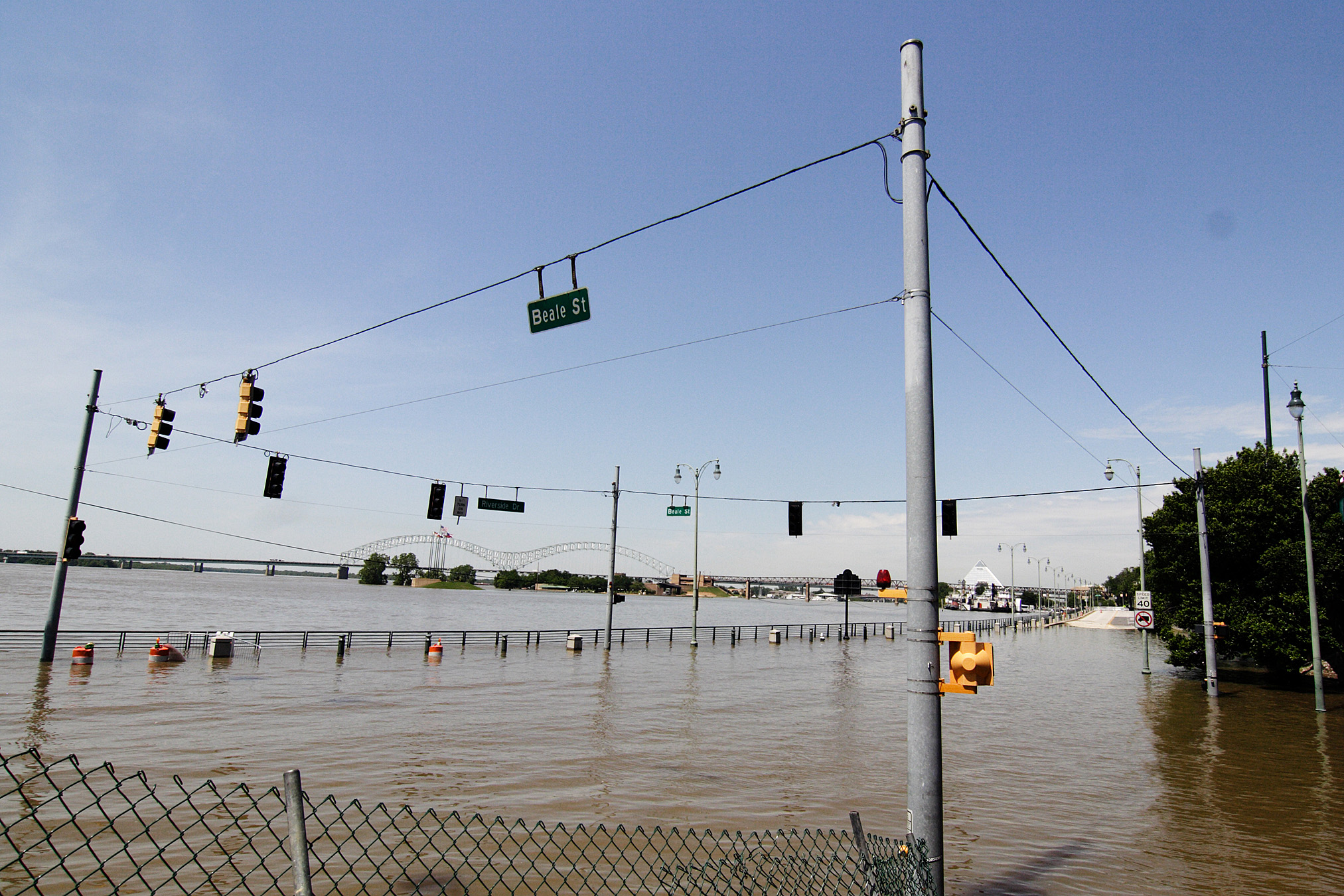
Las inundaciones a lo largo de la Calle Beale en el centro de Memphis, Tennessee.

A partir del 14-16 de abril, la tormenta resposable de una de las más grandes oleadas de tornados en la historia de EE. UU. también producía grandes cantidades de precipitaciones en todo el Sur de Estados Unidos y el Medio Oeste de Estados Unidos. Dos semanas más tarde, a partir 25-28 de abril, una  segunda tormenta mortal pasó por el valle del Misisipi arrojando más precipitaciones resultando en inundaciones mortales. Esta tormenta también produjo más de 250 tornados, matando a 354 personas en la oleada de tornados más mortíferas desde 1925. Las tormentas combinadas mataron 397 personas y causaron un estimado de $5 mil millones de dólares en daños. Las lluvias sin precedentes de estas dos tormentas combinadas con los deshielos del Medio Oeste de Estados Unidos crearon la situación perfecta para una inundación.